# August Rei
August Rei (Kurla, Estonia, 22 de marzo de 1886 - Estocolmo, Suecia, 29 de marzo de 1963) fue un político estonio que fue Anciano del Estado de Estonia de 1928 a 1929 y primer ministro en funciones del Presidente del gobierno estonio en el exilio de 1945 a 1963.

## Biografía

### Primeros años y educación
August Rei nació en Kurla, parroquia de Pilistvere, distrito de Fellin. Comenzó sus estudios en el Instituto Emperador Alejandro de Tartu, pero los abandonó en diciembre de 1902 para evitar su expulsión tras participar en círculos nacionalistas estonios. Continuó sus estudios en el Instituto Estatal de Nóvgorod, donde se graduó en 1904. Entre 1904 y 1905 y entre 1907 y 1911, estudió Derecho en la Universidad Estatal de San Petersburgo y durante este periodo, también tradujo al estonio obras de teóricos socialistas como Ferdinand Lassalle, Karl Kautsky y August Bebel.

### Comienzo de su carrera política
Rei participó en la Revolución rusa de 1905, participando en la organización de un levantamiento a bordo del crucero Pamiat Azova en julio de 1906 y actuando como activista clandestino en Narva. En 1906, dirigió el periódico clandestino Sotsiaaldemokraat ("Socialdemócrata") en Tallin. Entre 1912 y 1913, prestó el servicio militar obligatorio y entre 1913 y 1914 trabajó como abogado en Viljandi.
Durante la Primera Guerra Mundial, Rei sirvió como oficial de artillería en la fortaleza de San Pedro y San Pablo en San Petersburgo entre 1914 y 1917. Entre 1917 y 1918, organizó las unidades del ejército nacional estonio, formadas por iniciativa de políticos estonios tras Revolución de Febrero. Rei fue jefe del Departamento Judicial del Cuartel General Militar de Estonia, secretario del Tribunal Militar Superior durante un breve periodo y subteniente a partir de 1918.
Entre 1917 y 1919, fue editor jefe del periódico Sotsiaaldemokraat y, entre 1927 y 1928, editor de Rahva Sõna ("Palabra del Pueblo"). Rei fue uno de los líderes de la facción moderada del movimiento socialdemócrata estonio. Además de su carrera política posterior, ejerció como abogado en Tallin hasta 1936 y defendió a Ado Birk durante su juicio en 1927. Recibió un doctorado honoris causa en Derecho por la Universidad de Tartu.

### Estonia independiente

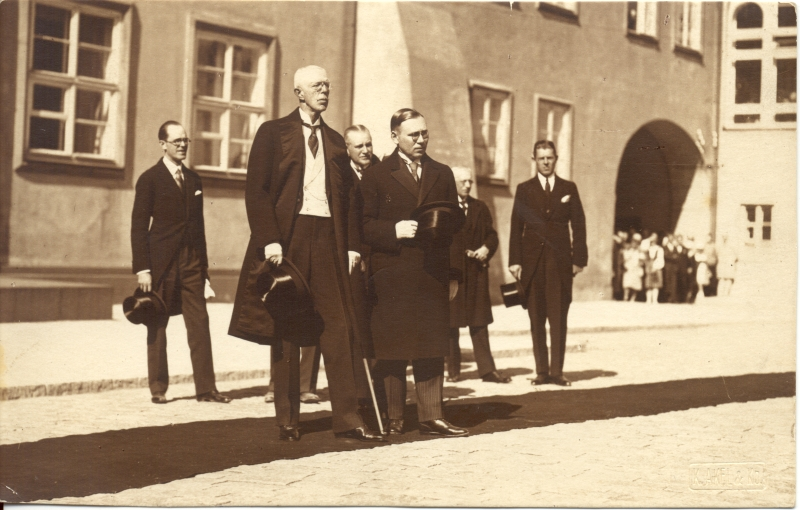
El rey Gustavo V de Suecia y el anciano de Estado August Rei (derecha) en Tallin (1929)

Tras el fin de la ocupación alemana de Estonia en septiembre de 1918, Rei fue nombrado ministro de Trabajo y Bienestar Social del Gobierno Provisional de Estonia. Entre noviembre de 1918 y enero de 1919, también ejerció como vice primer ministro bajo el mandato de Konstantin Päts y como ministro interino de Educación en sustitución de Karl Luts, quien se encontraba preso en la Unión Soviética y no podía ejercer sus funciones. Tras una reestructuración gubernamental en febrero de 1919, Rei ejerció como asesor legal en el Ministerio de Trabajo y Bienestar Social. 
En representación del Partido Socialdemócrata Obrero Estonio (ESDTP), Rei fue miembro de la Asamblea Provincial de Estonia entre 1917 y 1919, y posteriormente de la Asamblea Constituyente de Estonia, de la que también fue presidente entre abril de 1919 y diciembre de 1920. De 1920 a 1937, Rei representó al ESDTP en el I y II Riigikogu, y al Partido Socialista Obrero Estonio (ESTP) en el III, IV y V Riigikogu. También fue presidente del Riigikogu entre junio de 1925 y junio de 1926.
Entre diciembre de 1928 y julio de 1929, Rei fue anciano de Estado de Estonia; durante su mandato, se firmó un acuerdo comercial con la Unión Soviética y recibió al rey Gustavo V de Suecia en su visita a Estonia. Entre 1930 y 1934, Rei fue presidente del ayuntamiento de Tallin y asesor del Ministerio de Carreteras. Entre noviembre de 1932 y mayo de 1933, fue ministro de Asuntos Exteriores en el gobierno de Konstantin Päts. Entre agosto de 1936 y diciembre de 1937, fue viceministro de Asuntos Exteriores y posteriormente enviado de Estonia a la Unión Soviética entre 1938 y 1940.

### Exilio y muerte
Tras la invasión y ocupación soviética de Estonia y los demás países bálticos en junio de 1940, Rei escapó de Moscú a Estocolmo a través de Riga. Permaneció en Suecia el resto de su vida y participó activamente en varias organizaciones de exiliados estonios durante la Segunda Guerra Mundial, ocupando el cargo de primer ministro en funciones de Presidente del gobierno estonio en el exilio desde 1945 hasta su muerte.
Rei falleció en Estocolmo en 1963. En 2006, su urna, junto con la de su esposa, Therese Rei, fue trasladada del cementerio de Bromma en Estocolmo al cementerio de Metsakalmistu en Tallin.